# Cryptanusia comperei
Cryptanusia comperei är en stekelart som först beskrevs av Timberlake 1929.  Cryptanusia comperei ingår i släktet Cryptanusia och familjen sköldlussteklar. Inga underarter finns listade i Catalogue of Life.